# (37192) 2000 WL70
2000 WL70 (asteroide 37192) é um asteroide da cintura principal. Possui uma excentricidade de 0.09512570 e uma inclinação de 6.02312º.
Este asteroide foi descoberto no dia 19 de novembro de 2000 por LINEAR em Socorro.